# Brachineura vitis
Brachineura vitis är en tvåvingeart som beskrevs av Ephraim Porter Felt 1908. Brachineura vitis ingår i släktet Brachineura och familjen gallmyggor. Inga underarter finns listade i Catalogue of Life.